# هيرمان توليوس
هيرمان توليوس (بالهولندية: Herman Tollius)‏ (28 فبراير 1742 في بريدا - 29 أبريل 1822 في لايدن) عالم لغة هولندي ومؤرخًا.
درس فقه القضاء في لايدن وحصل على دكتوراه في القانون عام 1763، وفي 1767 شغل منصب أستاذ البلاغة واليونانية في جامعة هاردرفيك. وفي 1784 أصبح مدرسًا خاصًا لأبناء فيليم الخامس أمير أورانيا. وفي عام 1809 عُيِّن أستاذًا للإحصاء والدبلوماسية في لايدن، حيث عمل فيما بعد كأستاذ للغتين اليونانية واللاتينية.
وهو والد بارثا رسّامة الباستيل.